# IC 592
IC 592 ist eine Spiralgalaxie vom Hubble-Typ Sbc im Sternbild Sextant südlich des Himmelsäquators. Sie ist schätzungsweise 263 Millionen Lichtjahre von der Milchstraße entfernt und hat einen Durchmesser von etwa 60.000 Lj.

Im selben Himmelsareal befindet sich u. a. die Galaxie IC 593.
Das Objekt wurde am 21. März 1893 vom französischen Astronomen Stéphane Javelle entdeckt.